# Die Spätzünder
Die Spätzünder (in Österreich: Live is Life – Die Spätzünder) ist eine österreichisch-deutsche (ORF/SWR) Filmkomödie aus dem Jahr 2010, entstanden unter der Regie von Wolfgang Murnberger. Neben Jan Josef Liefers und Ursula Strauss spielen prominente Darsteller wie Joachim Fuchsberger die Bewohner einer Seniorenresidenz in Wien-Neuwaldegg. Der Fernsehfilm wurde am 3. Februar 2010 im Ersten und auf ORF 2 erstmals ausgestrahlt. Mit über acht Millionen Zuschauern in Deutschland hatte er eine sehr hohe Reichweite.

## Handlung
Rochus Siwak, genannt Rocco, ein ziemlich erfolgloser Rockmusiker und Lebenskünstler, muss als Bewährungsstrafe einen sozialen Dienst in einem Seniorenheim abdienen. Sofort gibt es Differenzen mit der Heimleiterin und dem Pflegepersonal. Insbesondere die resolute, aber durchaus attraktive Stationsleiterin Marina ist nicht bereit, sich von dem Schlitzohr Rocco auf der Nase herumtanzen zu lassen. Dieser erkennt aber allmählich, dass es sich durchaus lohnen kann, alte Menschen ernst zu nehmen. Dadurch, dass er immer mehr Zeit mit diesen verbringt, verpasst er auch einen wichtigen Auftritt seiner bisherigen Band Crime Scene. Nun merkt er wehmütig, dass er in der Band bereits aussortiert wurde. Die Heimleiterin lässt Rocco vor die Tür setzen und daraufhin die Schränke der Alten durchsuchen, da sie ein strenges Verbot von Alkohol und Zigaretten im Heim durchsetzen möchte.
Der Erkenntnisprozess, dass auch die alten Leute das Recht auf ein Leben in Freiheit haben, mündet schließlich in der Gründung einer gemeinsamen Rockband unter Führung von Rocco. Man übt in einem dem Heim nahe gelegenen Gebäude, während der Nachtpfleger durch Beruhigungstabletten von den Alten ruhiggestellt wird. Die Heimleiterin Frau Glück ist erstaunt über die Veränderungen, welche sie unter den Heimbewohnern beobachtet. Eines Nachts entdeckt sie den ruhiggestellten Nachtpfleger und daraufhin die „Altenheim-Band“. Diese probt gerade und dreht dabei ein Bewerbungsvideo für den Band-Contest „Die Stars von morgen“'. In diese Probe platzt die Heimleitung und beschimpft die Alten als „senile inkontinente Senioren, von denen sie sich nicht auf der Nase herumtanzen lässt“ und versucht danach die Band-Aktivitäten durch die Polizei beenden zu lassen.
Das Bewerbungsvideo gelangt in die Medien und löst ein riesiges Medieninteresse aus. Trotz einiger Rückschläge – Tod eines Bandmitglieds, Verhaftung von Rocco – will die Band, die sich selbst Rocco und die Herzschrittmacher nennt, beim Contest auftreten. Im letzten Moment vor dem Auftritt stößt Rocco zur Band dazu und gemeinsam gewinnen sie mit der Cover-Version von Live Is Life den Contest.
Nachdem Rocco seine Haftstrafe in der Justizanstalt Wien-Simmering abgesessen hat, wird er von der Band und Marina abgeholt und fährt mit allen im Tourneebus davon.
Die Komödie wurde mit dem Titel Die Spätzünder 2 – Der Himmel soll warten 2013 mit nahezu der alten Besetzung, insbesondere erweitert um Dieter Hallervorden, fortgesetzt.
Der dritte Teil wurde wegen des Todes von Joachim Fuchsberger nicht realisiert.

## Kritik
„Auch wenn die Kritik am Umgang mit alten Menschen zahm bleibt: Die sarkastischen Dialoge bereiten Vergnügen (Diese Seniorenbiotope wären ja nicht so schlimm, wenn da nicht so viele alte Leute wohnen würden!). Old School of Rock cooler Spaß“

## Auszeichnungen
- 2010: nominiert für den Deutschen Comedypreis in der Kategorie Beste TV-Komödie
- 2010: nominiert für die Wettbewerbe des Fernsehfilm-Festivals Baden-Baden (mit 3sat-Zuschauerpreis)